# Fylax
Fylax („hlídač“) byl rod ptakopánvého hadrosauroidního dinosaura, žijícího v období svrchní křídy (asi před 70 miliony let) na území dnešní Itálie, podobně jako příbuzný rod Tethyshadros.

## Objev
Fosilie tohoto hadrosauroida v podobě levé čelistní kosti (IPS-36338) byly objeveny na začátku 90. let 20. století v sedimentech souvrství Figuerola na území provincie Lleida na severovýchodě Španělska. Formálně byl typový druh F. thyrakolasus popsán v květnu roku 2021. Celé jméno dinosaura je možné přeložit jako "hlídač pekelné brány", a to v souvislosti s jeho časovou blízkostí ke katastrofě na konci křídy před 66 miliony let.

## Popis
Tento menší dinosaurus představoval pravděpodobně menší ostrovní formu hadrosauroida, stejně jako jeho sesterský taxon, rod Tethyshadros. příbuzné druhy z Asie a Severní Ameriky byly podstatně větší.
Fylax byl zástupcem kladu Hadrosauromorpha a představoval tak jednoho z posledních známých žijících nehadrosauridních hadrosauromorfů vůbec.